# Tesfaye Tafese
Tesfaye Tafese (tiếng Amhara: ጠስፋየ ጣፈሰ, sinh ngày 10 tháng 6 năm 1986) là một cầu thủ bóng đá người Ethiopia hiện tại thi đấu cho Al-Tilal SC ở Giải bóng đá vô địch quốc gia Yemen.

## Sự nghiệp
Tafase ghi bàn ở trận đầu tiên của Vòng bảng Cúp AFC 2011 trước câu lạc bộ của I-League Dempo SC tuy nhiên điều đó là không đủ khi Al-Tilal thất bại 2-1.

## Sự nghiệp quốc tế
Tafase từng 11 lần đại diện đội tuyển quốc gia Ethiopia, ghi 3 bàn thắng, trong đó có 1 bàn trước Rwanda tại vòng loại Giải bóng đá vô địch thế giới 2010.